# Équipe de France de football en 1905
Maillots
Chronologie
Saison précédente Saison suivante
En 1905, et pour sa deuxième année d'existence, l'équipe de France de football dispute deux matches qui se soldent par la première victoire de son histoire mais aussi par une importante défaite face au voisin belge.

## Les matches
La France joue contre la Suisse le dimanche 12 février 1905. La France remporte le premier match de son histoire en battant l'équipe de Suisse, qui dispute à cette occasion le premier match de son histoire.
Les tricolores jouent un deuxième match le 7 mai 1905 contre la Belgique et s'inclinent sept buts à zéro. C'est la première défaite de l'équipe de France. Le match Belgique-France démarre avec une heure de retard car l'arbitre John Lewis s'était égaré. Cela n'est pas sans conséquence car Georges Crozier doit quitter le terrain à la 65e (17 h 50) afin de prendre le train à 18 heures pour réintégrer sa caserne. Il est alors suppléé par Canelle et la France termine la rencontre à dix. Crozier arriva néanmoins en retard à sa caserne et fit quinze jours de prison.
| Match amical                                         | France                                                                                          | 1 - 0   | Suisse |                                                                                    |                                                                                    |
| Dimanche 12 février 1905 · Historique des rencontres | Cyprès 60e                                                                                      | (0 - 0) |        | Parc des Princes, Paris Spectateurs : 500 Diffuseur : Aucun Arbitrage : John Lewis | Parc des Princes, Paris Spectateurs : 500 Diffuseur : Aucun Arbitrage : John Lewis |
| Dimanche 12 février 1905 · Historique des rencontres | Rapport                                                                                         |         |        | Parc des Princes, Paris Spectateurs : 500 Diffuseur : Aucun Arbitrage : John Lewis | Parc des Princes, Paris Spectateurs : 500 Diffuseur : Aucun Arbitrage : John Lewis |
| Dimanche 12 février 1905 · Historique des rencontres | Guichard - Canelle, Verlet - Wilkes, Allemane, Nicolaï - Mesnier, Royet, Garnier, Cyprès, Filez | Équipes |        | Parc des Princes, Paris Spectateurs : 500 Diffuseur : Aucun Arbitrage : John Lewis | Parc des Princes, Paris Spectateurs : 500 Diffuseur : Aucun Arbitrage : John Lewis |
|                                                      |                                                                                                 |         |        |                                                                                    |                                                                                    |

| Match amical                                            | Belgique                                                       | 7 - 0   | France | | |
| Dimanche 7 mai 1905 · 16h30 · Historique des rencontres | Van Hoorden 15e 70e · Destrebecq 19e 55e 86e · Theunen 30e 80e | (3 - 0) | | Stade du Vivier d'Oie, Uccle Spectateurs : 300 Diffuseur : Aucun Arbitrage : Rodolphe Seeldrayers (1er-16e) John Lewis (16e-90e) | Stade du Vivier d'Oie, Uccle Spectateurs : 300 Diffuseur : Aucun Arbitrage : Rodolphe Seeldrayers (1er-16e) John Lewis (16e-90e) |
| Dimanche 7 mai 1905 · 16h30 · Historique des rencontres | Rapport                                                        |         | | Stade du Vivier d'Oie, Uccle Spectateurs : 300 Diffuseur : Aucun Arbitrage : Rodolphe Seeldrayers (1er-16e) John Lewis (16e-90e) | Stade du Vivier d'Oie, Uccle Spectateurs : 300 Diffuseur : Aucun Arbitrage : Rodolphe Seeldrayers (1er-16e) John Lewis (16e-90e) |
| Dimanche 7 mai 1905 · 16h30 · Historique des rencontres |                                                                | Équipes | Crozier (sorti, 65e) - Canelle, Moigneu - Nicolaï, Royet, Wilkes - Gigot, Mesnier, Garnier, Cyprès, Filez | Stade du Vivier d'Oie, Uccle Spectateurs : 300 Diffuseur : Aucun Arbitrage : Rodolphe Seeldrayers (1er-16e) John Lewis (16e-90e) | Stade du Vivier d'Oie, Uccle Spectateurs : 300 Diffuseur : Aucun Arbitrage : Rodolphe Seeldrayers (1er-16e) John Lewis (16e-90e) |

## Les joueurs
| Joueur           | Club             | 12/02/05 | 07/05/05 |
| ---------------- | ---------------- | -------- | -------- |
| Gardiens de but  |                  |          |          |
| Maurice Guichard | US parisienne    | 90       |          |
| Georges Crozier  | US parisienne    |          | 65       |
| Défenseurs       |                  |          |          |
| Fernand Canelle  | Club français    | 90       | 90       |
| Joseph Verlet    | FC Paris         | 90       |          |
| Henri Moigneu    | US tourquennoise |          | 90       |
| Milieux          |                  |          |          |
| Charles Wilkes   | Le Havre AC      | 90       | 90       |
| Pierre Allemane  | RC France        | 90       |          |
| Eugène Nicolaï   | United SC        | 90       | 90       |
| Attaquants       |                  |          |          |
| Marius Royet     | US parisienne    | 90       | 90       |
| Louis Mesnier    | CA Paris         | 90       | 90       |
| Georges Garnier  | Club français    | 90       | 90       |
| Gaston Cyprès    | CA Paris         | 90       | 90       |
| Adrien Filez     | US tourquennoise | 90       | 90       |
| Raymond Gigot    | Club français    |          | 90       |

## Sources
- L'Équipe de France de Football : L'intégrale des 497 rencontres de 1904 à 1991